# Колумбийский ревун
Колумбийский ревун (лат. Alouatta palliata) — примат из семейства паукообразных обезьян, встречающийся в Центральной и Южной Америке. Один из самых распространённых в дикой природе Центральной Америки приматов. Является одним из крупнейших местных видов обезьян, достигая массы в 9,8 кг. Единственный примат Центральной Америки, в рационе которого преимущественно листья, поэтому, ввиду низкой калорийности такой диеты, большую часть времени тратит на отдых и сон. Обладает укрупнённой подъязычной костью, которая усиливает крик, больше напоминающий рёв, из-за чего ревуны и получили своё название. Рёв помогает этим обезьянам общаться друг с другом без необходимости тратить энергию на передвижение по лесу.
Колумбийский ревун образует группы до 40 особей, обычно меньше. По достижении половой зрелости ревуны обоих полов покидают родительскую группу в поисках новой, поэтому большинство членов группы не приходятся друг другу родственниками. Во главе группы стоит доминантный самец. Ревуны играют важную роль в экосистеме дождевого леса, поскольку распространяют семена. Колумбийские ревуны лучше адаптируются к вырубке лесов и существованию рядом с человеком, поэтому их популяция достаточно стабильна.

## Таксономия
Колумбийский ревун принадлежит семейству Atelidae, в которое входят ревуны, мирики, шерстистые обезьяны и коаты. Входит в монотипные подсемейство Alouattinae и род Alouatta. Видовое название, A. palliata, происходит от слова «паллий» — ленты, носимой на шее высшим католическим священством, которую напоминает грива этого примата.
Выделяют три подвида:
- Alouatta palliata aequatorialis — Колумбия, Коста-Рика, Эквадор, Панама и Перу,
- Alouatta palliata palliata — Коста-Рика, Гватемала, Гондурас, Никарагуа,
- Alouatta palliata mexicana- Мексика и Гватемала.

Иногда выделяют еще два подвида колумбийского ревуна, оба из Панамы, хотя чаще их объединяют в вид Alouatta coibensis:
- Alouatta palliata trabeata,
- Alouatta palliata coibensis.

## Описание

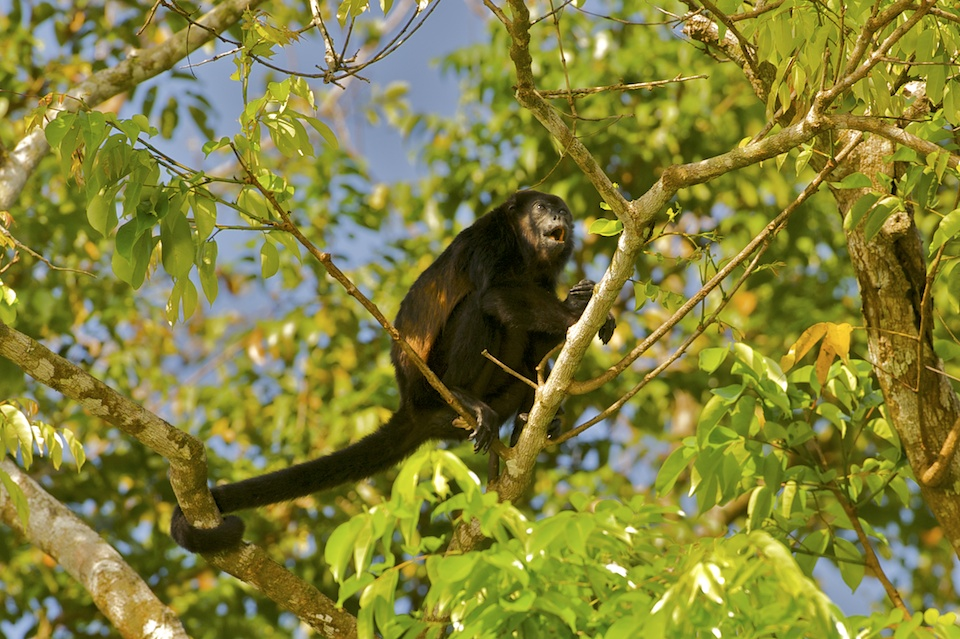
Колумбийский ревун во время крика, Коста-Рика

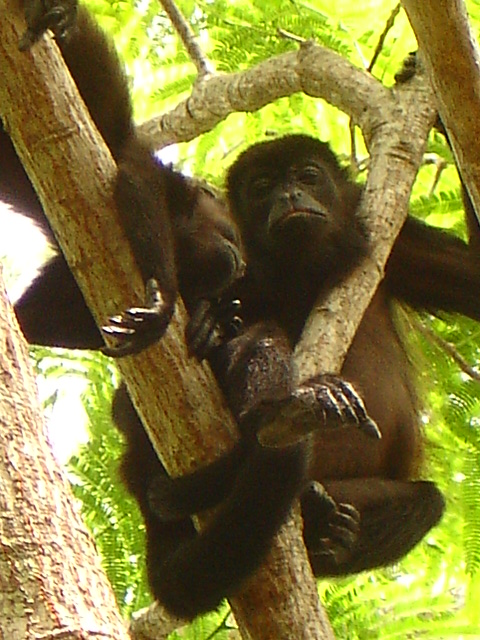
Колумбийский ревун во время отдыха

Колумбийские ревуны похожи на родственные виды из рода ревунов, отличаясь от них в основном цветом шерсти. Они чёрные, за исключением желтого или коричневатого налёта на боках. По достижении половой зрелости, цвет мошонки самцов меняется на белый. Длина тела самок от 481 до 632 мм, длина тела самцов от 508 до 675 мм. Хвост хватательного типа, длиной от 545 до 655 мм. Взрослые самки весят от 3,1 до 7 кг, взрослые самцы — от 4,5 до 9,8 кг. Средняя масса тела может достаточно сильно отличаться у разных популяций. Мозг взрослого колумбийского ревуна весит в среднем 55,1 грамм, что меньше, чем у многих менее крупных приматов, например, капуцинов.
Колумбийские ревуны имеют несколько приспособлений к рациону, состоящему преимущественно из листьев. Их моляры имеют сдвинутые относительно друг друга высокие гребни, помогающие перетирать листья, самцы обладают увеличенной подъязычной костью, помогающей им издавать громкие звуки и общаться без необходимости передвижения, что важно ввиду их низкоэнергетического рациона.

## Поведение

### Социальная структура
Колумбийские ревуны живут в группах. Размер группы составляет обычно от 10 до 20 особей, чаще всего 1—3 взрослых самца и 5—10 взрослых самок, однако некоторые группы насчитывают более 40 особей. Самцы занимают более высокую ступень в иерархии группы, молодые особи доминируют над пожилыми. Особи более высокого ранга имеют преимущество при распределении пищи, мест для отдыха, а доминантный самец имеет преимущество и в размножении. Животные в группе обычно не связаны родственными связями, поскольку подростки обоих полов обычно покидают родительскую группу по достижении половой зрелости.
Груминг практикуется достаточно редко, считается, что он отражает иерархию группы. В большинстве случаев груминг занимает непродолжительное время, при этом чаще всего самки делают груминг молодняку или взрослым самцам. Агрессивное поведение внутри группы наблюдается редко, однако есть исследования, указывающие на то, что стычки внутри группы происходят достаточно часто, при этом скоротечны и не сопровождаются шумом.
Территория, которую занимает группа ревунов, составляет от 10 до 60 гектар. Территории соседних групп могут пересекаться, при этом в случае встречи двух групп, каждая пытается изгнать соседей со спорной территории. В среднем каждая группа в поисках пищи преодолевает расстояние около 750 метров в день.
Колумбийские ревуны редко пересекаются с симпатричными им видами, при этом часто происходят встречи с обыкновенным капуцином. Эти встречи зачастую сопровождаются агрессией, при этом более крупные ревуны чаще становятся жертвами агрессии со стороны капуцинов. Впрочем, нередки случаи и кооперации между двумя этими видами, в частности, были отмечены случаи, когда молодняк ревунов и капуцинов играл вместе, или когда взрослые особи кормились на одном дереве, игнорируя друг друга.

### Рацион
От 50 % до 75 % рациона колумбийских ревунов составляют листья. Эти приматы разборчивы в выборе деревьев для кормления, предпочитают молодую листву. Такая разборчивость предположительно помогает снижать уровень потребляемых токсинов, содержащихся в некоторых листьях, а также повышает эффективность переваривания. Слюнные железы крупного размера, помогают разрушить таннины, содержащиеся в листьях, связывая эти полимеры перед поступлением пищи в желудок. Несмотря на то, что в дождевых лесах листьев в избытке, это очень низкоэнергетическая пища, что сказывается на поведении ревунов — большую часть времени они проводят отдыхая, при этом их знаменитый рёв также помогает общаться на расстоянии без нужды лишний рез передвигаться по лесу.
Помимо листьев, значительную часть рациона составляют фрукты, которые иногда составляют половину рациона. Плоды и листья растений из рода Ficus — излюбленная еда колумбийских ревунов. Помимо этого, часть рациона составляют цветы, которые потребляются в значительных количествах во время сухого сезона. Воду ревуны получают из еды, во время сезона дождей также могут пить из луж и дупел деревьев.
Как и другие ревуны, обладают трихроматическим зрением, что отличает их других приматов Нового Света, которые обладают дихроматическим зрением. Считается, что это связано с рационом, позволяя ревунам отличить молодые листья от более зрелых.

### Передвижение

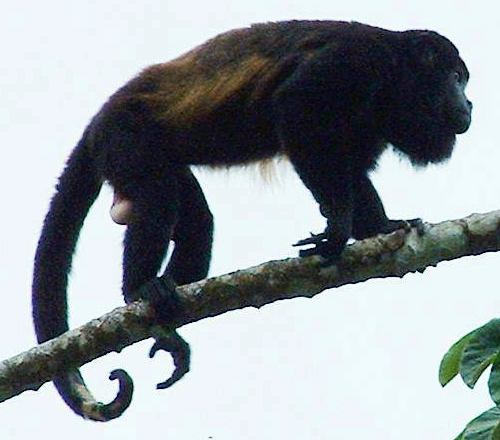
Взрослый самец, видны хватательный хвост и белая мошонка

Колумбийские ревуны — дневные животные, живущие на деревьях. Передвижение в кронах дождевых лесов на четырёх лапах и при помощи лазания. Реже для передвижения используются прыжки.
Впрочем это достаточно неактивные животные. Всю ночь и три четверти дневного времени проводят во сне. Большую часть периода активности тратят на кормление, и только 4 % — на общение. Хвост хватательного типа, используется при передвижении и во время сна и отдыха. Хвост может выдержать полный вес тела, однако обычно эти приматы цепляются хвостом и задними конечностями. Исследования показали, что колумбийский ревун повторно использует маршруты движения к известным местам кормления и отдыха и, по-видимому, запоминает и использует опредёленные ориентиры, чтобы выбрать прямой путь к месту назначения.

### Общение
Своё название обезьяны-ревуны получили из-за своеобразного крика, издаваемого самцами и напоминающего рёв. Кричат самцы в основном на рассвете и на закате, а также если их потревожить. Рёв очень громкий и слышен за несколько километров. Крик включает хрюкающие и ревущие звуки и длится от 4 до 5 секунд. Громкость достигается при помощи увеличенной подъязычной кости, работающей как резонатор. Подъязычная кость ревунов в 25 раз больше, чем подъязычная кость близких им по размерам паукообразных обезьян. Самки тоже издают крик, однако их крики выше по частоте и не такие громкие, как крики самцов. Способность производить такие громкие крики позволяет ревунам сохранять энергию на передвижение. Репертуар криков достаточно широк, включает гавкающие и хрюкающие звуки, рычание, кудахтанье и визжание. Кудахтающие звуки используются для налаживания звукового контакта с другими членами группы.

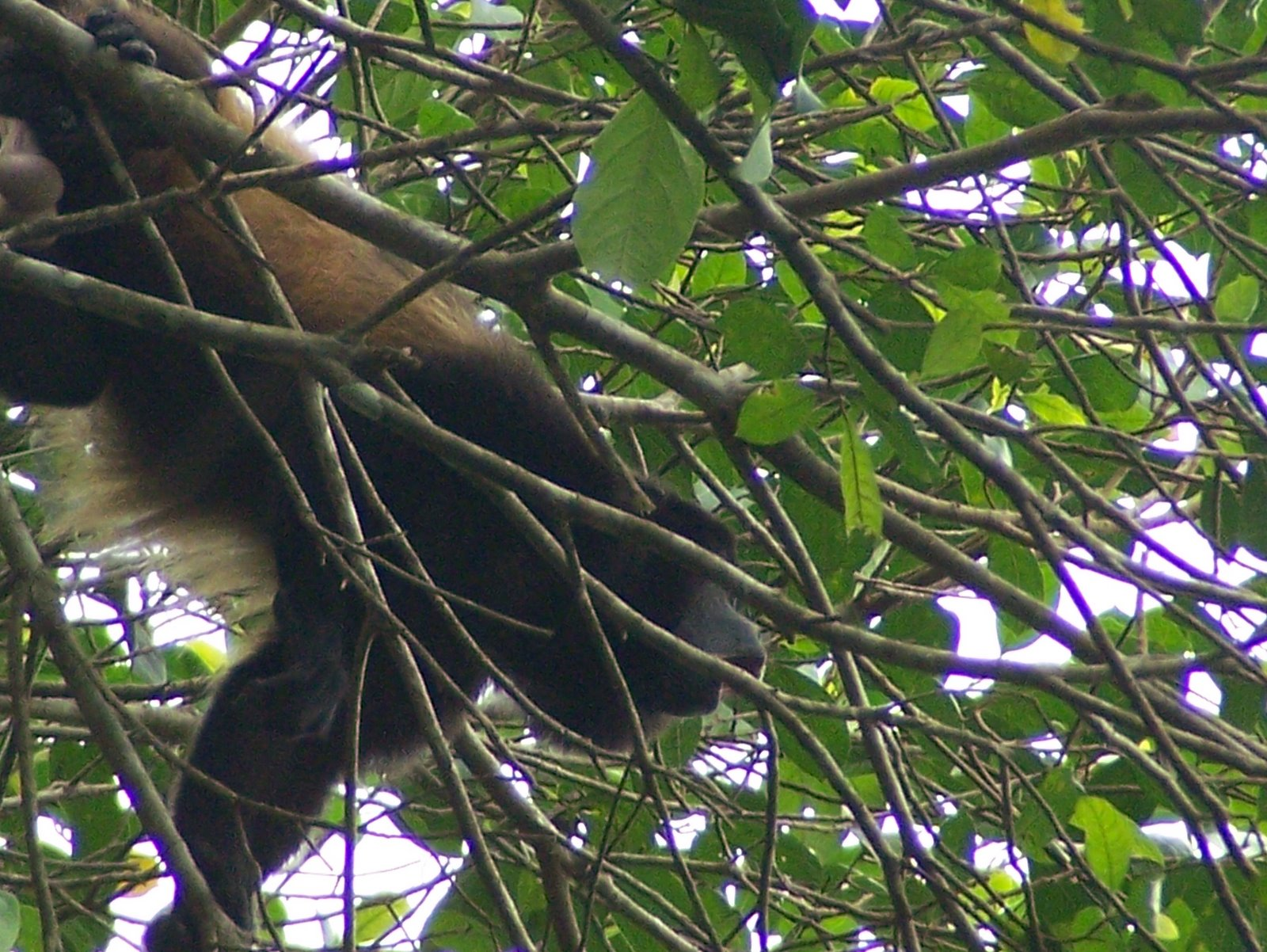
Самец ревуна во время крика на дереве

Для общения используются также химические метки, такие как натирание мочой — в стрессовой ситуации ревуны натирают своей мочой конечности, хвост и грудь. Чмокание губами и высовывание языка самкой сигнализирует о её готовности к спариванию. Демонстрация гениталий также используется для выражения эмоционального состояния.
К присутствию человека ревуны обычно равнодушны, однако, будучи потревоженными, они могут выражать недовольство, испражняясь на потревожившего их человека.

### Размножение

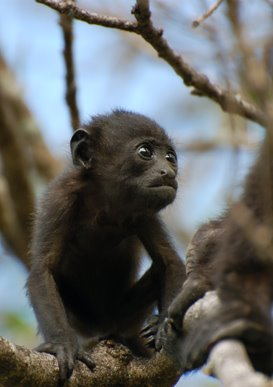
Молодой колумбийский ревун в сухом лесу на побережье Коста-Рики

Колумбийские ревуны полигамны, взрослый самец спаривается с несколькими самками. Как правило, доминантный самец монополизирует право на размножение, это право переходит к другому самцу в случае смерти доминантного или его смещение с верхней ступени иерархии группы. В некоторых группах самцы более низкого ранга также могут спариваться и иметь потомство. Альфа-самцы сохраняют свой статус на протяжении 2—3 лет, в течение которых их потомство может составить примерно 18 особей. Самки достигают половой зрелости в возрасте 36 месяцев, самцы — в возрасте 42 месяцев. Первые роды у самок случаются в возрасте около 42 месяцев. Течный цикл продолжается в среднем 16,3 дня, о готовности к спариванию сигнализирует изменение цвета малых половых губ с белого на светло-розовый. Спаривание обычно инициируется самкой, когда та приближается к самцу и ритмично высовывает язык. Самец отвечает таким же движением языка, после чего самка поворачивается и встаёт в позу для спаривания. Помимо этого, самки также используют химические сигналы, поскольку самцы обнюхивают гениталии самок и пробуют на вкус их мочу. Беременность продолжается около 186 дней, роды проходят в любое время года. Детёныши имеют серебристую шубку при рождении, через несколько дней она становится кремовой или золотистой, после чего начинает темнеть и приобретает цвет взрослой особи по достижении трёхмесячного возраста.
Детёныши цепляются за брюхо матери, и она носит их в течение первых 2—3 недель жизни, после чего детёныши переползают на её спину. В возрасте около 3 месяцев мать начинает отталкивать детёнышей, однако носит их до 4 или 5 месяцев. После того, как молодые особи начинают передвигаться самостоятельно, матери иногда продолжают носить их через трудные участки леса или между деревьями. Молодняк большую часть времени проводит в играх и остаются рядом с матерью до полутора лет. Самки приносят потомство каждые 19—23 месяцев, после того как предыдущее потомство обретает самостоятельность.
Колумбийские ревуны отличаются от других видов ревунов тем, что яички самцов не опускаются в мошонку по достижении ими половой зрелости. Половозрелый молодняк покидает родительскую группу, хотя иногда потомство доминантной самки может остаться. Нередки случаи инфантицида, когда доминантные самцы убивают детёнышей особей более низкого ранга. По статистике 79 % самцов и 96 % самок уходят из родительской группы. Когда самец из другой группы смещает доминантного самца, он убивает всё потомство последнего для того, чтобы у самок быстрее началась течка и они могли приступить к размножению. Хищники, такие как местные представители кошачьих, куньих, змеи и орлы также убивают детёнышей. В результате до года доживает только 30 % потомства. Чаще всего выживает потомство самок, занимающих среднюю ступень в иерархии группы, так как потомство доминантных особей зачастую погибает в конкурентной борьбе. Продолжительность жизни в дикой природе составляет около 25 лет.

## Распространение

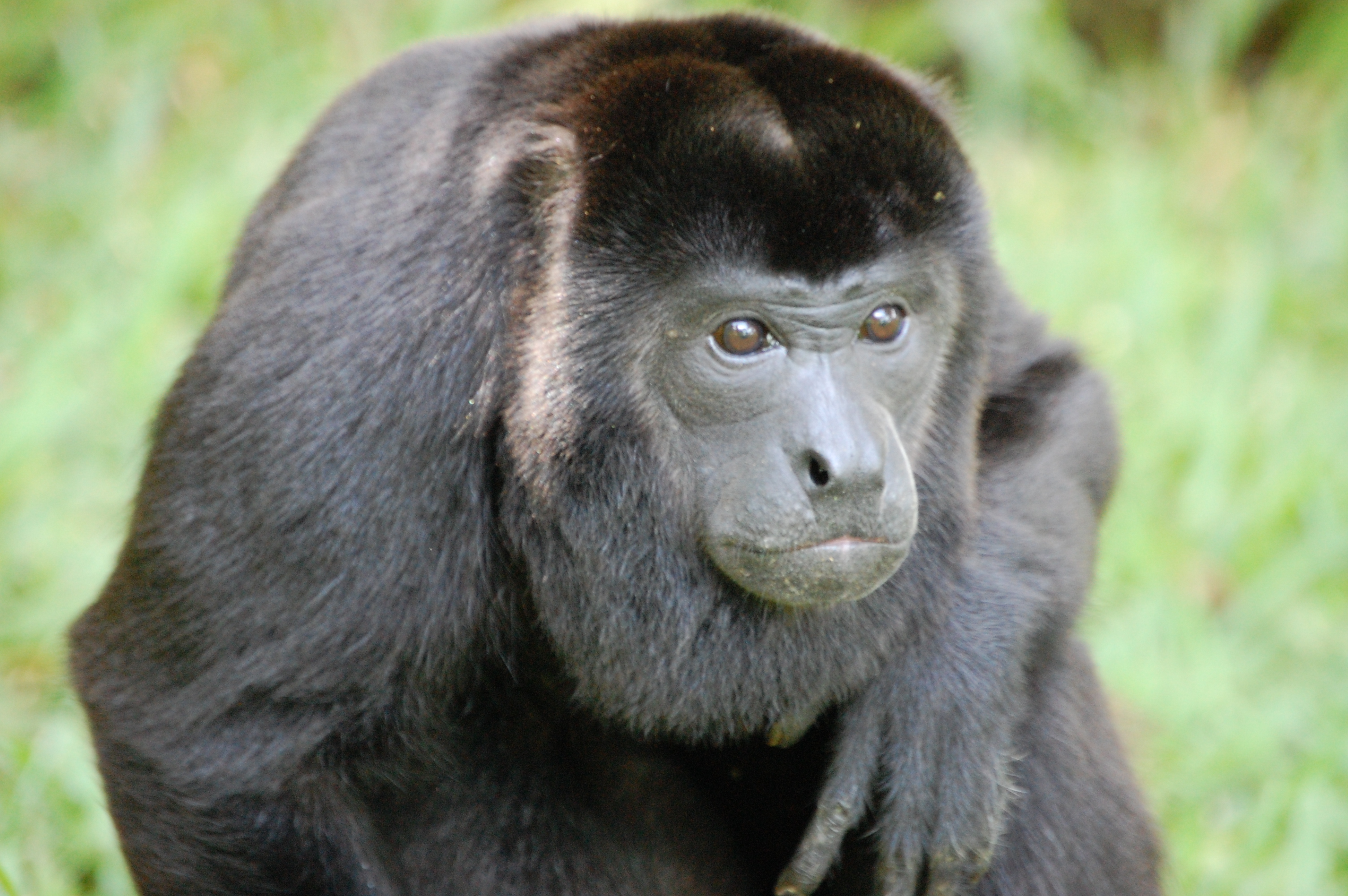
Колумбийский ревун в районе Гольфо-Дульсе, Коста-Рика

Колумбийские ревуны встречаются в Колумбии, Коста-Рике, Эквадоре, Гватемале, Гондурасе, Мексике, Никарагуа, Панаме и Перу. В Гондурасе, Никарагуа, Коста-Рике и Панаме населяют всю территорию страны. В Колумбии и Эквадоре встречаются в узком коридоре, ограниченном Тихим океаном на западе и Андами на востоке (в Колумбии также на небольшой территории у Карибского моря рядом с панамской границей. В Гватемале встречается в центральной части страны, на севере доходит до полуострова Юкатан и юго-восточных районов Мексики. Является одним из самых распространённых приматов в центральноамериканских национальных парках, таких как Мануэль-Антонио, Корковадо, Монтеверде и Соберания. Встречается в различных типах лесов, включая вторичные и полулистопадные леса, но чаще всего в вечнозелёных лесах. В Гватемале и на Юкатане колумбийский ревун симпатричен другому виду ревунов, Alouatta pigra.

## Статус популяции
Международный союз охраны природы присвоил этому виду охранный статус «Уязвимый» (англ. Vulnerable). На численность его популяции оказывает влияние фрагментация дождевых лесов в Центральной Америке.
Колумбийские ревуны достаточно успешно адаптируются к фрагментации лесов благодаря небольшим территориям групп и способности питаться различной едой. Эти приматы важны для экосистемы тропического леса в качестве распространителей семян и производителей удобрений. Включены в приложение I CITES и, таким образом, защищены от международной торговли.